# الأبجدية الكيريلية
تعتمد العديد من الأبجديات الكيريلية على الكتابة الكريلية. تم تطوير الأبجدية السيريلية المبكرة في القرن التاسع الميلادي وحلت محلالأبجدية الغلاغوليتسية السابقة؛ التي طورها اللاهوتيان كيرلس وميثوديوس. وهي أساس الأبجديات المستخدمة في مختلف اللغات، الماضية والحالية، ذات الأصل السلافي، واللغات غير السلافية المتأثرة بالروسية. اعتبارًا من 2011، يستخدم حوالي 252 مليون شخص في أوراسيا الأبجدية الرسمية للغاتهم الوطنية. حوالي نصفهم في روسيا. تعتبر الكيريلية واحدة من أنظمة الكتابة الأكثر استخدامًا في العالم. مبتكرها هو كليمنت الأوخريدي من مدرسة فيليكي بريسلاف الأدبية في الإمبراطورية البلغارية الأولى.